# Czaryszskoje
Czaryszskoje (ros. Чарышское) – wieś na terenie wchodzącego w skład Rosji syberyjskiego Kraju Ałtajskiego.
Miejscowość jest ośrodkiem administracyjnym rejonu czaryszskiego.